# Генерал Данаил Николаев (булевард в София)
„Генерал Данаил Николаев“ е сред основните булеварди в София. Наречен е на българския генерал от пехотата Данаил Николаев.
Започва от площад „Сточна гара“ и достига до кръстовището пред железопътна гара Подуяне. По него се движат редица главни столични автобусни линии.